# العلاقات الإكوادورية النيجيرية
العلاقات الإكوادورية النيجيرية هي العلاقات الثنائية التي تجمع بين الإكوادور ونيجيريا.

## مقارنة بين البلدين
هذه مقارنة عامة ومرجعية للدولتين:
| وجه المقارنة                                              | الإكوادور                      | نيجيريا                     |
| --------------------------------------------------------- | ------------------------------ | --------------------------- |
| المساحة (كم2)                                             | 283.56 ألف                     | 923.77 ألف                  |
| عدد السكان (نسمة)                                         | 16.62 مليون                    | 190.89 مليون                |
| الكثافة السكانية (ن./كم²)                                 | 58.61                          | 206.64                      |
| العاصمة                                                   | كيتو                           | أبوجا، لاغوس                |
| اللغة الرسمية                                             | اللغة الإسبانية، كيشوا ‏، شوار ‏ | لغة إنجليزية، اللغة اليوربا |
| العملة                                                    | دولار أمريكي، سوكري إكوادوري   | نيرة نيجيرية                |
| الناتج المحلي الإجمالي (بليون دولار)                      | 103.06 مليار                   | 375.77 مليار                |
| الناتج المحلي الإجمالي (تعادل القوة الشرائية) بليون دولار | 185.24 مليار                   | 1.09 تريليون                |
| الناتج المحلي الإجمالي الاسمي للفرد دولار أمريكي          | 6.21 ألف                       | 2.64 ألف                    |
| الناتج المحلي الإجمالي للفرد دولار أمريكي                 | 11.37 ألف                      | 5.91 ألف                    |
| مؤشر التنمية البشرية                                      | 0.746                          | 0.514                       |
| رمز المكالمات الدولي                                      | +593                           | +234                        |
| رمز الإنترنت                                              | .ec                            | .ng                         |
| المنطقة الزمنية                                           | 00                             | ت ع م+01:00                 |

## منظمات دولية مشتركة
يشترك البلدان في عضوية مجموعة من المنظمات الدولية، منها:
| علم المنظمة | اسم المنظمة                                                | تاريخ انضمام الإكوادور | تاريخ انضمام نيجيريا |
| ----------- | ---------------------------------------------------------- | ---------------------- | -------------------- |
|             | مؤسسة التنمية الدولية                                      | 7 نوفمبر 1961          | 14 نوفمبر 1961       |
|             | الأمم المتحدة                                              | 21 ديسمبر 1945         | 7 أكتوبر 1960        |
|             | منظمة التجارة العالمية                                     | ?                      | ?                    |
|             | العملية المشتركة للاتحاد الأفريقي والأمم المتحدة في دارفور | ?                      | ?                    |
|             | منظمة الشرطة الجنائية الدولية                              | ?                      | ?                    |
|             | الاتحاد الدولي للاتصالات                                   | 17 أبريل 1920          | 11 أبريل 1961        |
|             | الفريق المعني برصد الأرض                                   | ?                      | ?                    |
|             | البنك الدولي للإنشاء والتعمير                              | 28 ديسمبر 1945         | 30 مارس 1961         |
|             | المنظمة الهيدروغرافية الدولية                              | ?                      | ?                    |
|             | الاتحاد البريدي العالمي                                    | ?                      | ?                    |
|             | منظمة حظر الأسلحة الكيميائية                               | ?                      | ?                    |
|             | مؤسسة التمويل الدولية                                      | 20 يوليو 1956          | 30 مارس 1961         |
|             | وكالة ضمان الاستثمار متعدد الأطراف                         | 12 أبريل 1988          | 12 أبريل 1988        |
|             | يونسكو                                                     | 22 يناير 1947          | 14 نوفمبر 1960       |

## وصلات خارجية
- موقع وزارة الخارجية الإكوادورية
- موقع وزارة الخارجية النيجيرية